# Grafen von Spiegelberg

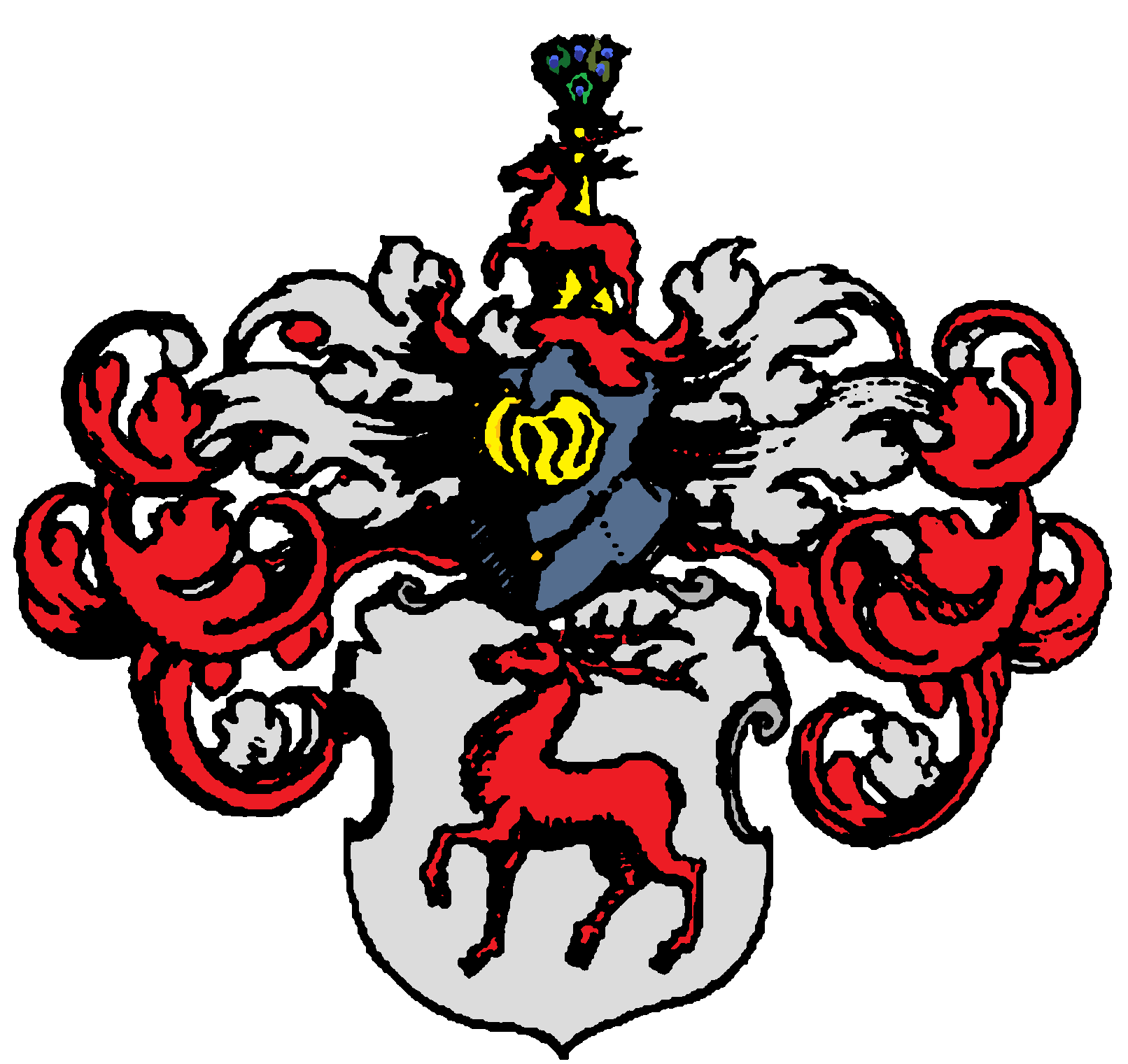
Stammwappen der Grafen von Spiegelberg

Die Grafen von Spiegelberg schufen sich während des Mittelalters im Weserbergland eine kleine, nur aus fünf Dörfern bestehende Grafschaft.

## Geschichte

### Von der Poppenburg zur Burg Spiegelberg

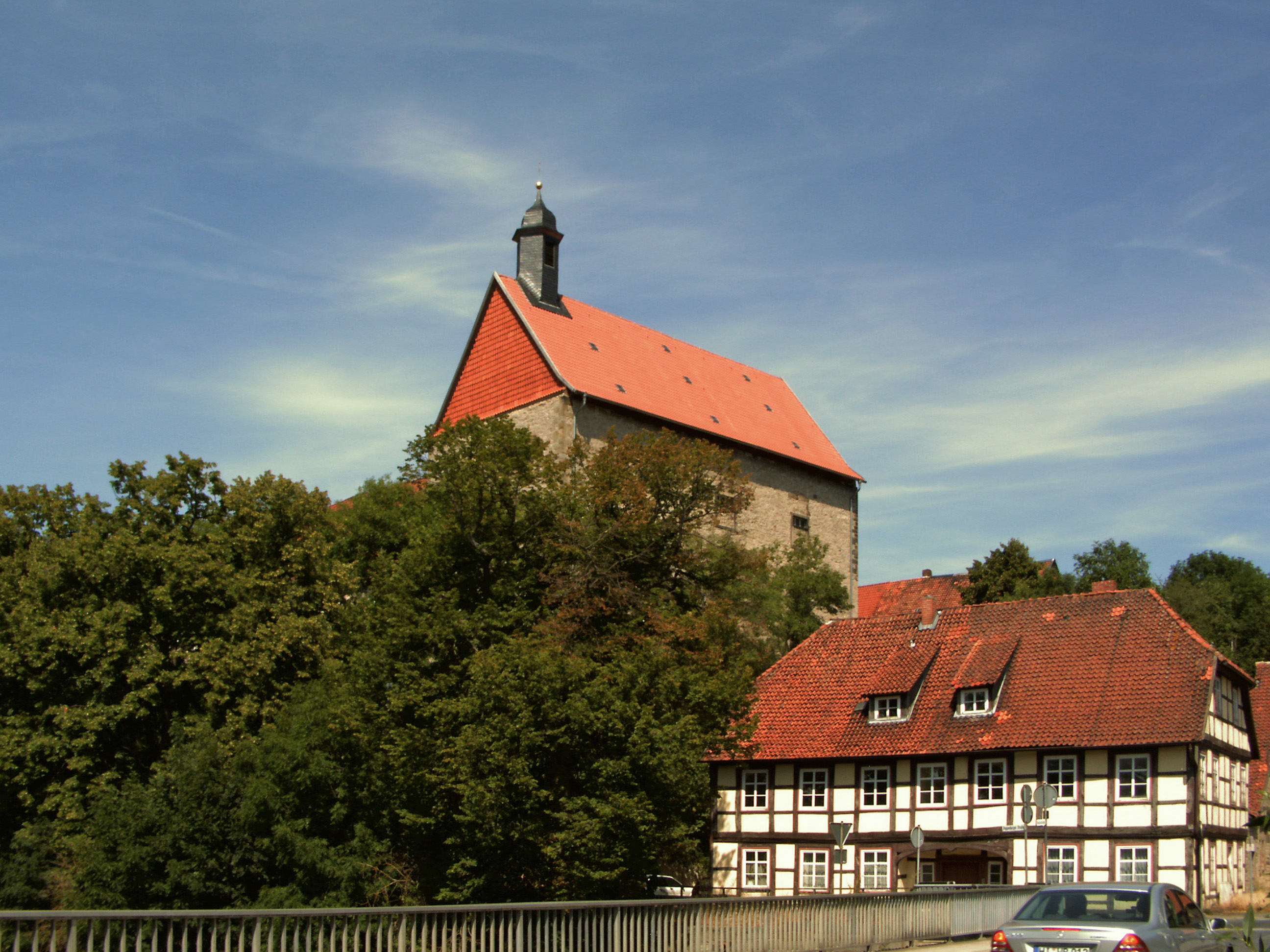
Poppenburg

Die Grafen von Spiegelberg stammen aus dem Schwäbischen. Die Grafen von Poppenburg wurden erstmals im Jahre 890 urkundlich im Schwäbischen erwähnt. Graf Friedrich von Poppenburg wurde erstmals im Jahre 1068 im Weserbergland erwähnt, und zwar als „Graf in den Gauen der Leine und Haller“. Damaliger Sitz war die Poppenburg im heutigen Burgstemmen. Ihm folgten sein Sohn Konrad (1068/1069), dann dessen Sohn Beringer, Graf um 1095. Von ihm stammt sein Sohn Graf Albert von Poppenburg (geb. 1103), danach lenkte sein Sohn, Beringer Graf von Poppenburg (1132–1180), die Familie, der mit der Schwester des Bischofs von Hildesheim verheiratet war. Ihm folgten sein Sohn Albert Graf von Poppenburg (geb. 1155) in direkter Linie und dessen Sohn Bernhard (* 1185). Um 1200 baute dieser im Tal zwischen Ith und Osterwald am Hellweg die Burg Spiegelberg bei Lauenstein und nannte sich Bernhard von Poppenburg und Spiegelberg, ab 1217 Graf Bernhard von Spiegelberg. Von der Burg aus konnte die alte Heer- und Handelsstraße von Aachen nach Osten (die heutige B 1) kontrolliert werden. Der Burgbau löste 1226 eine Fehde mit Bodo von Homburg aus, in die Kaiser Friedrich II. schlichtend eingriff, weil er die Vorbereitung des fünften Kreuzzugs gefährdet sah. 1229 ging Bernhard von Spiegelberg ins Mecklenburgische und beteiligte sich an der Ostkolonisation. 1238 war die Burg Spiegelberg in den Händen des Homburgers, der 1247 die Burg Lauenstein errichtete. Johann von Brünnighausen übergab 1260 seinen Besitz dem Bischof von Minden, mit ihm starben die Edelherren von Brünninghausen aus.

### Grafschaft Spiegelberg
1281 erwarben Graf Moritz I. von Spiegelberg und dessen Söhne vom Stift Wunstorf sex mansos in villa Cobbenbrukke sitos, woraus die Grafschaft Spiegelberg mit dem Hauptort Coppenbrügge entstand. Sie erhielten somit die Lehnsherrschaft über Burg Coppenbrügge und Brünninghausen.
Im Jahre 1284 erschien in der Grafschaft der Rattenfänger von Hameln. Graf Nikolaus von Spiegelberg aus dem nahen Pyrmont wurde damit in Verbindung gebracht. Graf Nikolaus von Spiegelberg trat im Jahre 1283 in Urkunden von Herzog Bogislaw IV. von Pommern als Zeuge auf und wurde dabei als Blutsverwandter des Herzogshauses bezeichnet; die Mutter von Graf Nikolaus stammte wohl aus dem Schweriner Fürstenhause, das mit den pommerschen Herzögen verwandt war.

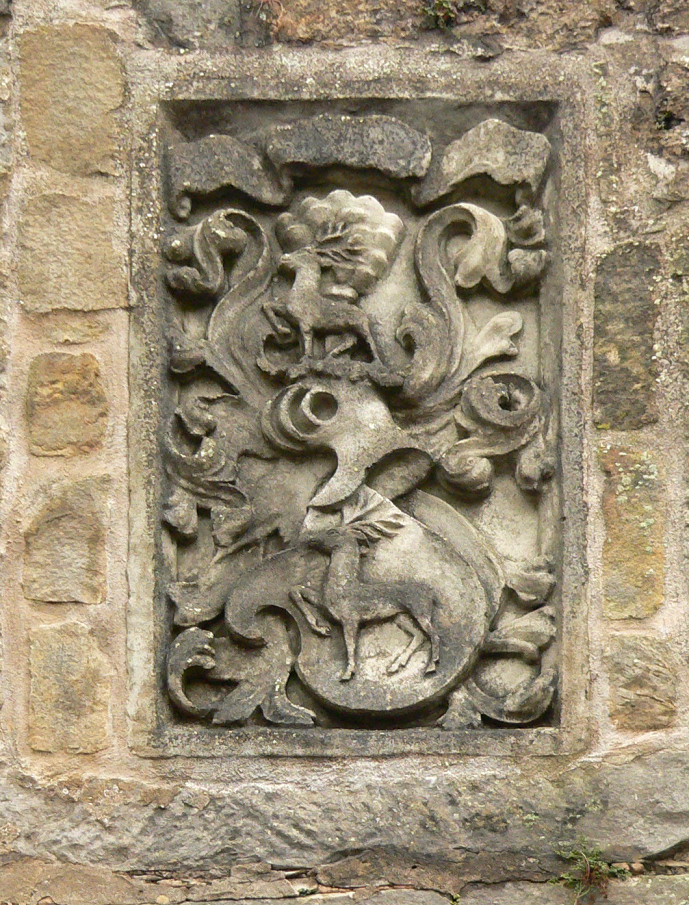
Wappendarstellung von 1507 an der Burg Coppenbrügge

Von einem Haus Coppenbrügge und einer Burg, die Graf Moritz I. vom Herzog Albrecht I. von Braunschweig zu Manns-Lehen besaß, ist die Rede im 1303 von Herzog Albrecht II. von Braunschweig für Graf Moritz II. von Spiegelberg ausgestellten Lehnsbrief. Über die damals vorhandene Burganlage geben die spärlich überlieferten Quellen keine Auskunft; aus dem heutigen Baubestand kann lediglich geschlossen werden, dass deren ältesten Bauteile wohl aus der Zeit des Grafen Moritz II. stammen. Es könnte sich um die Burg Hallermund gehandelt haben.
Um 1300 stifteten die Spiegelberger den Karmeliten zum Bau ihres Klosters in Marienau Grund und Boden. 1303 war die Burg Coppenbrügge neu errichtet. Von diesem Stützpunkt aus gelang ihnen im 14. Jahrhundert der Neuaufbau eines kleinen Territoriums unter Einbeziehung ihres weit verstreut liegenden, noch vorhandenen Lehens- und Allodialbesitzes. Mit einzelnen Gütern reichte er bis an das Steinhuder Meer und bis vor die Städte Hannover, Goslar, Einbeck und Peine.
Agnes von Spiegelberg (1302) heiratete Bodo von Homburg (1256–1316). Zwischen 1329 und 1370 festigte Johann von Spiegelberg die Territorialherrschaft und vergrößerte den Streubesitz der Grafschaft. Im Juni 1338 verpfändeten die Herzöge von Braunschweig und Lüneburg ihm Schloss Hachmühlen.
Der Kampf, der 1409–1435 mit den welfischen Herzögen um neue Gebiete an der Weser und im Tal der Hamel ausgetragen wurde, endete mit einer völligen Niederlage der Spiegelberger. Am 8. Juni 1432 begann die Spiegelberger Fehde (oder 1433/34 oder 1434/35). Am 4. November wurde Wallensen, heute ein Ortsteil von Salzhemmendorf, durch die spiegelbergischen und bischöflichen Belagerer erobert und durch Brandschatzung vernichtet. Auch die Burg wurde stark beschädigt. Die Grafschaft Spiegelberg aber blieb erhalten. Im Jahre 1434 zerstörte Wilhelm der Siegreiche das Spiegelbergsche Schloss in Hachmühlen. Auch die im Pfandbesitz der Grafen befindliche Burg Hallermund wurde in diesem Zuge 1435 erobert und geschleift.
Die verarmten Grafen von Spiegelberg wichen auf ihre Pfandburg Burg Ohsen an der Weser aus. 1417 bis 1435 war Moritz von Spiegelberg als Knabe Abt von Corvey (siehe Liste der Äbte von Corvey).

### Frühe Neuzeit
Im Jahre 1494 erbten die Spiegelberger die Grafschaft Pyrmont. 1512 wurde die alte Wasserburg zu einer für die damalige Zeit modernen Festung umgebaut. Bauherr war Graf Friedrich VI. von Spiegelberg, der 1525 zugleich Herr der Grafschaft Pyrmont wurde. Am 10. August 1557 fiel Graf Philipp von Spiegelberg und Pyrmont in der Schlacht bei Saint-Quentin. Damit erlosch das Geschlecht in männlicher Linie.
Das Lehen fiel an Braunschweig-Calenberg heim und wurde unter Vorbehalt der Landeshoheit in weiblicher Linie über Ursula von Spiegelberg an deren Mann Hermann Simon zur Lippe, einen jüngeren Bruder von Bernhard VIII. zur Lippe, vererbt. Nach dem Tod von deren gemeinsamem Sohn Philipp 1583 erbte das Lehen Graf Georg von Gleichen-Tonna und 1631 Nassau-Diez. Erst 1819 verkaufte Nassau-Oranien die Grafschaft Spiegelberg an das Königreich Hannover.
Heute deutet nur noch der Name der Domäne Hof Spiegelberg bei Salzhemmendorf auf das Geschlecht hin.
Bemerkenswert ist eine illegitime, hochangesehene „Bastard“-Linie der Grafen von Spiegelberg, zu welcher der Braunschweig-Wolfenbüttelsche Rat und vormalige Dechant zu St. Blasius in Braunschweig, Dr. Johann Spiegelberg (* Northeim, † 1612 zu Herzberg), zählte. Sein Vater Andreas Spiegelberg (1512–1587) war Braunschweig-Grubenhagenscher Kanzler zu Herzberg.

## Stammlinie
- Bernhard von Poppenburg (* 1185), ab 1217 Graf von Spiegelberg ⚭ Gräfin Kunigunde von Roden-Limmer
  - Moritz I. (* 1215, †nach 1289), Graf von Spiegelberg ⚭ (1248) Gräfin Margarethe von Mecklenburg-Werle (1232–1285)
    - Hedwig (-1299) ⚭ Heinrich von Rodenberg
    - Nikolaus I. (-1283), Graf von Spiegelberg
    - Moritz II. (1256–1309), Graf von Spiegelberg I. ⚭ Gräfin Margarethe von Hallermund  II.⚭ Gertrud von Schwalenberg
      - Sofie (1285-) ⚭ Engelbert von Hardenberg
      - Jutte (1290-) ⚭ Dietrich Bock von Northolz
      - Johann I. (1294–1370), Graf von Spiegelberg u. Pfandherr von Hachmühlen ⚭ Heseke (Hedwig) von Homburg II. ⚭ Jutte von der Mark
        - Moritz III., Graf von Spiegelberg (1355–1421) ⚭ Gräfin Walburg von Wunstorf
          - Illegitimus Johann, Domherr zu Minden und Hildesheim,  Archidiacon von Pattensen
          - Moritz IV. „der Jüngere“ († 1434), Graf von Spiegelberg I. ⚭  Irmgard zur Lippe (†6.2.1410) II. ⚭ Adelheid von Anhalt (†um 1434)
            - Moritz (* 1406/07, †3.6.1483), Abt von Corvay, Domherr von Köln und Utracht
            - Ludolf (*vor 1410, †4.10.1486), Propst des Hamelner Stiftes, Domherr von Köln
            - Ermgard (†nach 1.10.1457), Äbtissin von Neuenheerse
            - Johann II. (†20.3.1480), Graf von Spiegelberg I.⚭ Elisabeth zur Lippe II. ⚭ (21.8.1467) Elisabeth von Diepholz (†vor 22.5.1475)
              - Friedrich VI. (†5.3.1537), Graf von Spiegelberg u. Pyrmont I. ⚭ Anna von Sachsen-Lauenburg II. ⚭ (26.8.1518 in Coppenbrügge) Gräfin Anna von Hohnstein (†5.11.1537)
                - Maria (*um 1519, †13.9.1561)
                - Margaretha (*um 1520 Ohsen, †21.9.1540 Burg Plesse, begr. Höckelheim)
                - Walburg (*um 1521 Ohsen, †22.7.1599) ⚭ (20.2.1558 Gräfentonna) Graf Georg Von Gleichen-Tonna (†24.9.1570)
                - Ursula († 6.3.1583) ⚭ Graf Herman Simon zur Lippe, Graf von Sternberg
                - Philipp (*28.3.1530 Ohsen, †10.8.1557 in der Schlacht von St. Quentin, begr. Cambrai), Graf von Spiegelberg, letzter seines Namens

              - Anna († 1502) ⚭ (4.12.1493) Dietrich II. von Plesse (†nach 19.12.1542), Herr zu Plesse
              - Moritz (†15.11.1527, begr. Marienau), Domherr von Köln
              - Simon (†um 1520), Domherr von Köln
              - Heinrich († 1492)

            - Gerd († 1477)
            - Walburg (†21.3.1509, begr. Wunstorf), Canonin zu Essen
            - Moritz (†nach 1439)
            - Bernd (†nach 1472)
            - Imberch († 1458), Canonin zu Essen

          - Agnes (1391–1409)
          - Gerhard (1409–1419)
          - Johan (1409–1427), Priester in Elze
          - Heinrich (1409–1432), Ritter
          - Haseke († 22.3.1465), Äbtissin von Neuenheerse ⚭ (1418) Heinrich IV. von Pyrmont († 1429), Graf von Pyrmont
          - Walburg ⚭ Rave Rabe von Calenberg

        - Johann (-1390)
        - Adolf, Abt von Werden (†um 1438)
        - Jutta Canonin zu Elten (nach 1380)

      - Haseke (1297–1360)
      - Irmgard (1299-)

    - Adelheid, urkundlich 1276 ⚭ Heidenreich von Lutterberg, Vogt, urkundlich 1256 bis 1286, († 2. Januar 1292)
    - Hermann (-1299)